# Legión Estonia
La Legión Estonia (en estonio: Eesti Leegion, en alemán: Estnische Legion) era una unidad militar dentro de las Fuerzas de Apoyo de Combate de las Waffen-SS durante la Segunda Guerra Mundial, compuesta principalmente por soldados estonios.

## Creación
La formación fue anunciada el 28 de agosto de 1942 por las potencias de ocupación alemanas en Estonia y establecida formalmente el 1 de octubre de 1942. El Oberführer Franz Augsberger fue nominado para ser el comandante de la legión y la posterior Brigada SS de Voluntarios de Estonia. 500 voluntarios se presentaron y se inscribieron en la Legión antes del 13 de octubre de 1942. En la primavera de 1943 se reclutaron hombres adicionales de las fuerzas policiales y el número aumentó a 1.280.

## Unidades

### Batallón Narwa
El Batallón Narwa se formó a partir de los primeros 800 hombres de la Legión que habían terminado su entrenamiento en Dębica (Heidelager en 1943), y fueron enviados en abril de 1943 para unirse a la División Wiking en Ucrania. Reemplazaron al Batallón de Voluntarios Fineses, llamado a Finlandia por razones políticas.
El Batallón Narwa estaba en el centro del ataque del Ejército Rojo cerca de Izjum, Ucrania. La unidad entró en la batalla con 800 hombres, y solo un tercio pudo luchar. Sin embargo, el Ejército Rojo sufrió pérdidas más graves, ya que perdió más de 7.000 hombres muertos y heridos, más de 100 tanques se perdieron.
El batallón Narwa participó en la batalla de la Bolsa de Korsun-Cherkassy. Al retirarse a través de la ruta de escape llamada Puerta del Infierno, el batallón fue objeto de un fuerte fuego soviético con poca cobertura. El batallón perdió casi todo su equipo en la refriega, mientras que la mayoría de las tropas escaparon del cerco.

## Himno
Como todas las legiones extranjeras o división de las Waffen SS, la división estonia poseía su propia marcha como base SS marschiert in Feindesland.
| Versión estonia | Traducción al español |
| --- | --- |
| Kord võitles Lõuna-Venemaal, kaugel Doni steppides. Üks vapper Eesti pataljon, lauldes laulu kuradist. Meid paisati itta, kord läände, kõikjal seisime kaljude naal ning Neveli sood ja Tšerkassõ, ei iial meid unusta saa. Aeg sangarid kord unustab ja tandrid tasandab. Ja surnupealuu sõdureist vaid tuul veel jutustab. Teed tagasi meie jaoks pole, ehk küll häving on silmade ees. Vaba Eesti eest palju ei oleks, kui langeks meist viimnegi mees. Estribillo: Rünnak relvade terases tules, kõlab leekides kuradi naer - ha-ha-haa. Võrsub vabadusidu, ei murra neid ridu, kes Eesti eest annavad kõik. | Una vez peleó en el sur de Rusia, en las lejanas estepas del Don, un valiente batallón estonio, cantando la canción del Diablo. Flotábamos en el este, hacia el oeste una vez; el margen se situó entre las rocas, los pantanos de Nevel y Cherkassy, nunca podremos olvidar. Una vez que el tiempo se olvida de todos los héroes, y los niveles de los campos de batalla posan sobre el valiente soldado en la muerte, sólo el viento aún lo dirá. No hay camino de vuelta para nosotros cuando la ruina está frente a nuestros ojos... Para el hogar libre no sería mucho, aunque el último de nosotros caerá. Estribillo: Asalto en el acero de las armas, en el fuego, la risa del Diablo en las llamas - ja-ja-haa! ahora llegamos a Vabadusidu, jamás se rompen estas líneas, hay que darlo todo para Estonia. |

### 3.ª Brigada SS de Voluntarios Estonios
Artículo principal: 3.ª Brigada SS de Voluntarios Estonios
Para reclutar más hombres para la legión, las potencias ocupantes alemanas recurrieron a la movilización forzada en marzo de 1943 al llamar a todos los hombres estonios nacidos entre 1919-1924. Como resultado, 5.300 hombres fueron reclutados en la Legión Estonia y 6.800 para el servicio de apoyo de la Wehrmacht. De los reclutas se formó el segundo Regimiento Estonia y la Brigada SS de Voluntarios Estonios se estableció el 5 de mayo de 1943.
Se anunció otra convocatoria de reclutamiento en octubre de 1943 para hombres nacidos en 1925-1926. Como resultado, para evitar el reclutamiento, unos 5.000 hombres escaparon a Finlandia. La mayoría de estos hombres se ofrecieron como voluntarios para el servicio en las Fuerzas de Defensa de Finlandia y formaron el Regimiento de Infantería de Finlandia 200. Los reclutas se incluyeron en la Brigada SS de Voluntarios Estonios que pasó a llamarse 3.ª Brigada SS de Voluntarios Estonios el 22 de octubre de 1944.

### 20.ª División de Granaderos SS (Estonia n.º 1)
Artículo principal: 20.ª División de Granaderos SS (Estonia n.º 1)
En enero de 1944, la situación militar alemana en el frente oriental había empeorado tanto que se anunció una llamada de reclutamiento general en Estonia el 1 de febrero de 1944. Con la esperanza de restaurar la independencia de Estonia, el último primer ministro de la República de Estonia, Jüri Uluots, dio su apoyo al proyecto. Como resultado, unos 38.000 hombres fueron reclutados, las unidades de la Legión Estonia, el Regimiento de Infantería de Finlandia 200 fueron devueltas a Estonia y se reformaron en la 20.ª División de Granaderos SS (Estonia n.º 1).